# Pievepelago
Pievepelago ist eine italienische Gemeinde (comune) mit 2147 Einwohnern (Stand 31. Dezember 2023) in der Provinz Modena in der Emilia-Romagna. Die Gemeinde liegt etwa 54 Kilometer südsüdwestlich von Modena und grenzt unmittelbar an die Provinz Lucca (Toskana). Pievepelago gehört der Comunità Montana del Frignano und ist Teil des Parco regionale dell'Alto Appennino Modenese. In der Gemeinde erheben sich die Berge Monte Giovo (1991 Meter) und Monte Rondinaio (1964 Meter). Mehrere Seen liegen im Gemeindegebiet.

## Geschichte
Erstmals urkundlich erwähnt wurde die Gemeinde 753 und später noch einmal 1038.

## Verkehr
Durch die Gemeinde führt die Strada Statale 12 dell’Abetone e del Brennero von Pisa zum Brennerpass.

## Persönlichkeiten
- Dina Manfredini (1897–2012), italienisch-US-amerikanische Supercentenarian und Altersrekordlerin